# Sporofyl
En sporofyl er et blad på en karplante der producerer sporer. Sporofyller er en del af den diploide sporofyt generation, og sporerne produceres ved meiose. Fra sporerne udvikles senere den haploide gametofyt. Sporerne dannes mere præcist i sporangier på sporofyllen. Sporofyller kan variere kraftigt i udseende mellem forskellige arter, og kan også være forskellige fra de blade på en given plante der udfører fotosyntese – men de kan også være stort set magen til, og en sporofyl kan sagtens udføre fotosyntese også.
Hos en række primitive planter, specielt en række bregner, men også visse padderokplanter og ulvefodsplanter, er sporofyllerne fotosyntetiserende og ligner de almindelige blade. En del padderokplanter og ulvefodsplanter, samt visse bregner har sporofyller der afviger – ofte kraftigt – fra de almindelige blade.
Hos frøplanterne er sporofyllerne fuldstændigt specialiserede idet de udgør dele af "blomsten", og de afviger således næsten altid stærkt fra de almindelige grønne blade.